# (36543) 2000 QD98
2000 QD98 (asteroide 36543) é um asteroide da cintura principal. Possui uma excentricidade de 0.15532960 e uma inclinação de 6.75171º.
Este asteroide foi descoberto no dia 28 de agosto de 2000 por LINEAR, em Socorro.